# رينيه بوير
رينيه بوير (بالفرنسية: René Boyer)‏ (و. 1930 – 2007 م) هو ممثل، ومقدم برامج إذاعية، من فرنسا، ولد في الجزائر، توفي في باريس، عن عمر يناهز 77 عاماً.